# كلية النخبة الجامعة
كلية النخبة الجامعة هي كلية أهلية تقع في مدينة بغداد في العراق.

## الأقسام
تضم الكلية الأقسام التالية:
- قسم القانون
- قسم هندسة تقنيات التبريد والتكييف
- قسم هندسة تقنيات الحاسبات
- قسم تقنيات تخدير
- قسم الاشعه و السونار